# Craig Gillespie

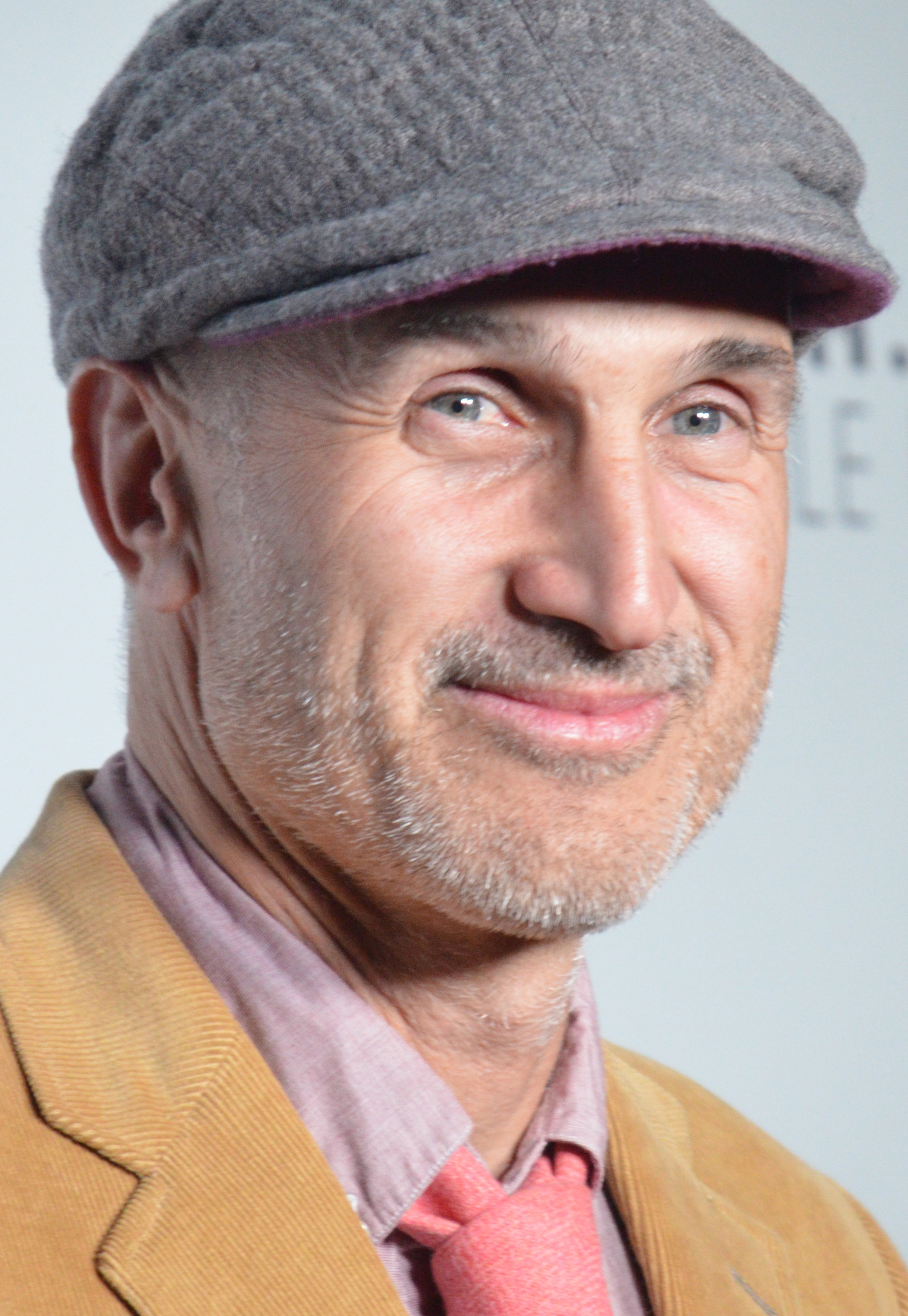
Craig Gillespie (2013)

Craig Gillespie ist ein australischer Filmregisseur.

## Leben
Vor Beginn seiner Regiearbeit im Filmbereich inszenierte Gillespie für mehrere Jahre Werbefilme. Für diese Arbeiten wurde er u. a. 2006 und 2010 von der Directors Guild of America geehrt.
Im Alter von 19 Jahren zog er von Australien nach New York City und studierte an der School of Visual Arts. 2007 gab er mit der Komödie Mr. Woodcock sein Spielfilmdebüt. Im gleichen Jahr folgte Lars und die Frauen. Im Anschluss inszenierte Gillespie weitere Film- und Fernsehproduktionen, darunter Fright Night (2011), eine Neuverfilmung von Die rabenschwarze Nacht – Fright Night (1985). Im September 2017 stellte Gillespie im Rahmen des Toronto International Film Festival seine Filmbiografie I, Tonya über die Eiskunstläuferin Tonya Harding vor, die ihm unter anderem eine Nominierung für die beste Regie bei den AACTA International Awards 2018 einbrachte.
Gillespie arbeitet häufig mit der Editorin Tatiana S. Riegel zusammen.
2018 wurde er in die Academy of Motion Picture Arts and Sciences berufen, die jährlich die Oscars vergibt.

## Filmografie (Auswahl)
- 2007: Mr. Woodcock
- 2007: Lars und die Frauen (Lars and the Real Girl)
- 2009–2010: Taras Welten (United States of Tara, Fernsehserie)
- 2011: Fright Night
- 2014: Million Dollar Arm
- 2016: The Finest Hours
- 2017: I, Tonya
- 2021: Cruella
- 2023: Dumb Money – Schnelles Geld (Dumb Money)